# Prostantera
Prostantera (Prostanthera) je rod rostlin z čeledi hluchavkovitých, v níž je řazen do její nejbazálnější podčeledi Prostantheroideae. Zahrnuje zhruba 100 druhů, z nichž všechny jsou endemity Austrálie. Mnohé jsou pěstovány pro okrasu nebo jako zdroj esenciálních olejů a jako koření.

## Popis
Jedná se obvykle o keře či polokeře, zřídka též stromy. Větévky a letorosty jsou většinou zhruba okrouhlé, někdy též čtyřhranné. Listy a mladé výhony některých zástupců jsou po rozdrcení aromatické. Květy jsou oboupohlavné, vyrůstající v paždích listů nebo v koncovém květenství, jímž může být thyrsus, hrozen nebo lata. Kalich je výrazně dvoupyský, stejně tak koruna, která může být bílé, růžové, světle fialové, purpurové, červené, modrozelené, případně i žluté barvy. Co do morfologie květů a s ní související strategie opylování je rod dělen do dvou sekcí: Květy s mělkou korunní trubkou a velkým spodním pyskem (Prostanthera sect. Prostanthera) jsou opylovány hmyzem, květy s dlouhou a hlubokou korunní trubkou a spodním pyskem menším (Prostanthera sect. Klanderia) jsou opylovány ptactem; pro podrobný popis ekologických vazeb ale dosud chybí dostatečná data. Plodem jsou tvrdky rozpadající se na 4 merikarpia, často jsou uzavřeny ve vytrvalém kalichu přehnutím jeho horního pysku.

## Ekologie a rozšíření

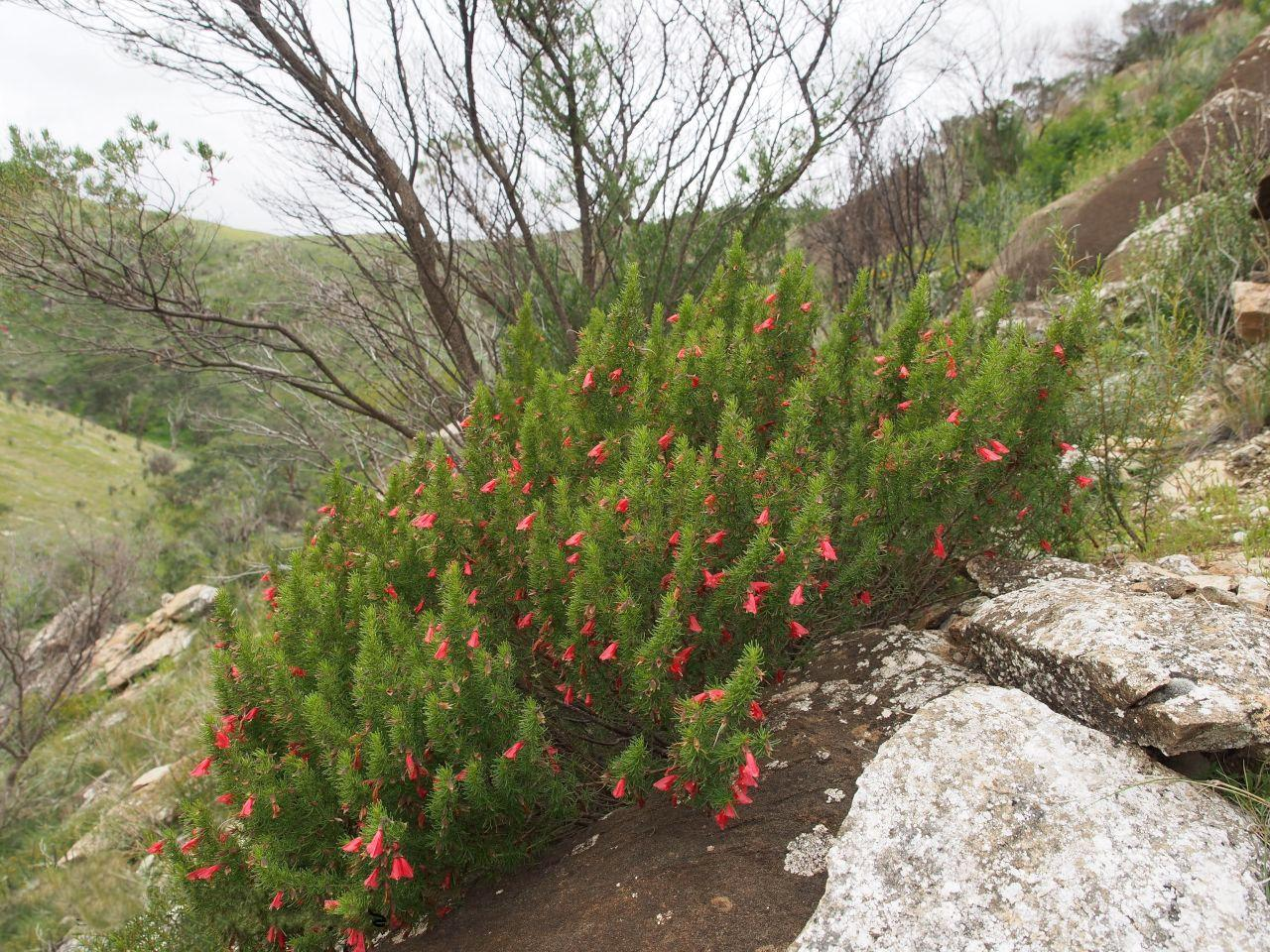
Prostanthera aspalathoides na přirozeném stanovišti

Celý rod je rozšířen pouze v Austrálii a Tasmánii. Jeho zástupci zde rostou v široké škále biotopů: na březích vodních toků nebo v pobřežních křovinách, ve vlhkých deštných lesích stejně jako v suchých tvrdolistých porostech akácií, eukalyptů a přesličníků. Některé druhy (např. P. cuneata) zasahují až po subalpinská vřesoviště a křoviny, jiné rostou na exponovaných skalnatých stanovištích nebo ve vlhkých porostech mezi stromovými kapradinami. Vesměs preferují lehké, propustné, mělké půdy, méně či středně úživné; některé rostou na stanovištích s plným osluněním, jiné spíše ve stínu.

## Význam a využití
Mnohé druhy jsou pěstovány a šlechtěny pro okrasu; převážná většina z nich však není mrazuvzdorná, v Evropě některé z nich dokáží přezimovat venku pouze na chráněném stanovišti v mírných oceanických podmínkách, například ve Velké Británii. Z České republiky jsou udáváni pouze dva zástupci v Botanické zahradě hlavního města Prahy, z toho jeden (Prostanthera ovalifolia) ve sbírce sukulentů skleníku Fata Morgana.
Vzhledem k obsahu aromatických látek jako menthol, cineol a další jsou využívány jsou jako zdroj esenciálních olejů, jako léčivky proti bolestem hlavy, nachlazení, při zažívacích potížích a jako antibakteriální prostředek, pro přípravu čajů a k inhalacím. Mnohé druhy fungují též jako koření.

## Galerie

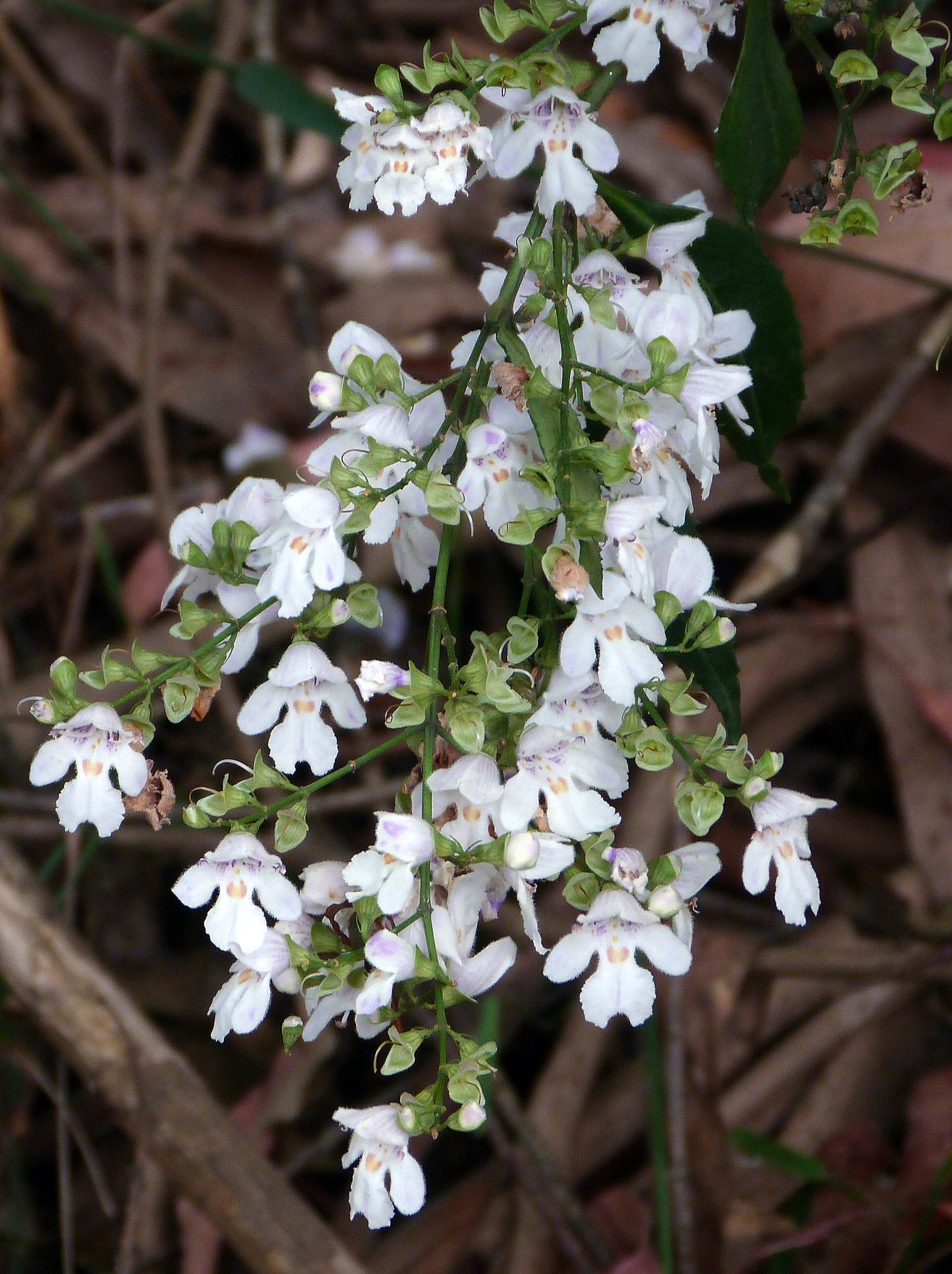
Stromovitý zástupce Prostanthera lasianthos
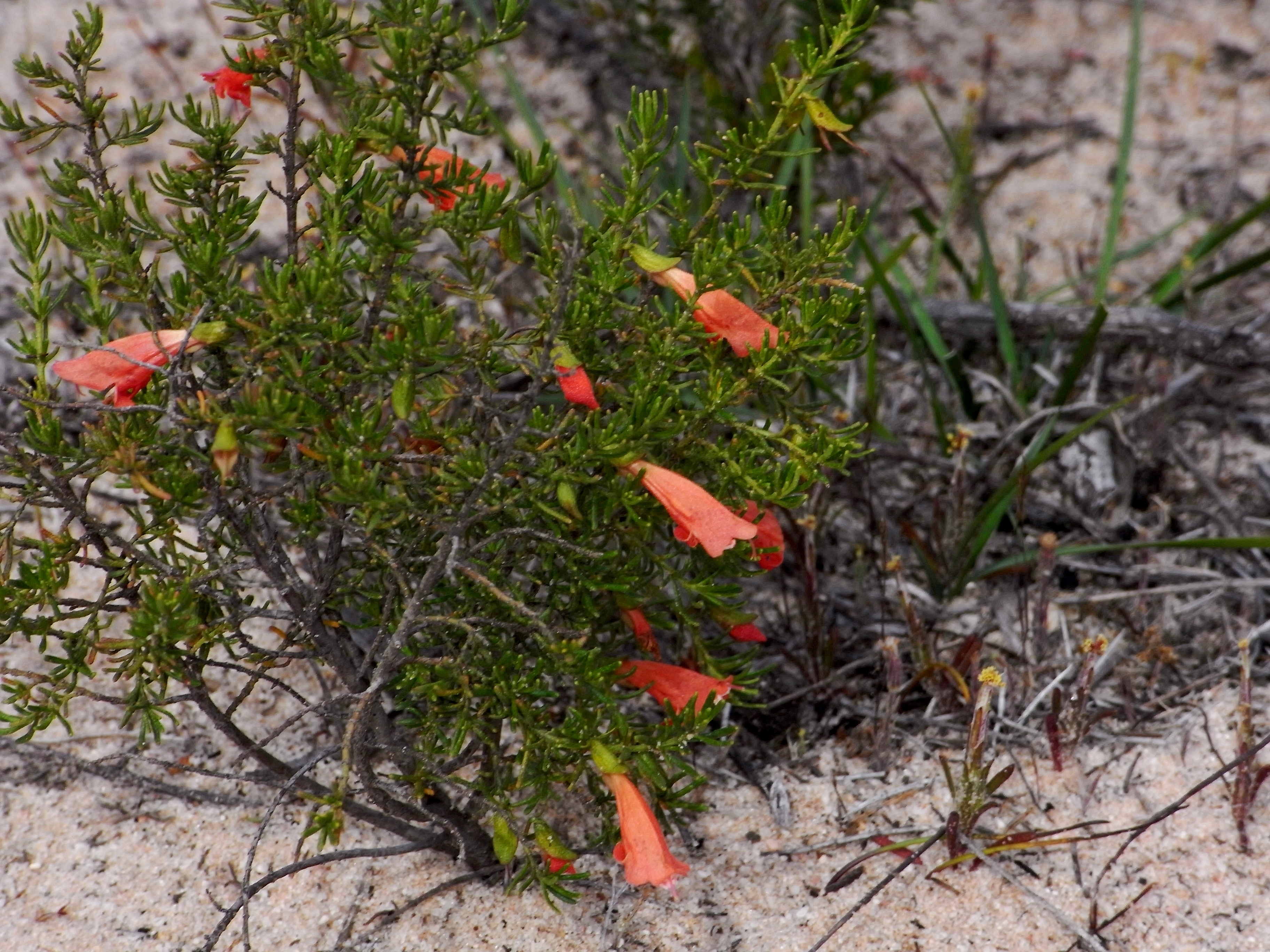
Prostanthera aspalathoides
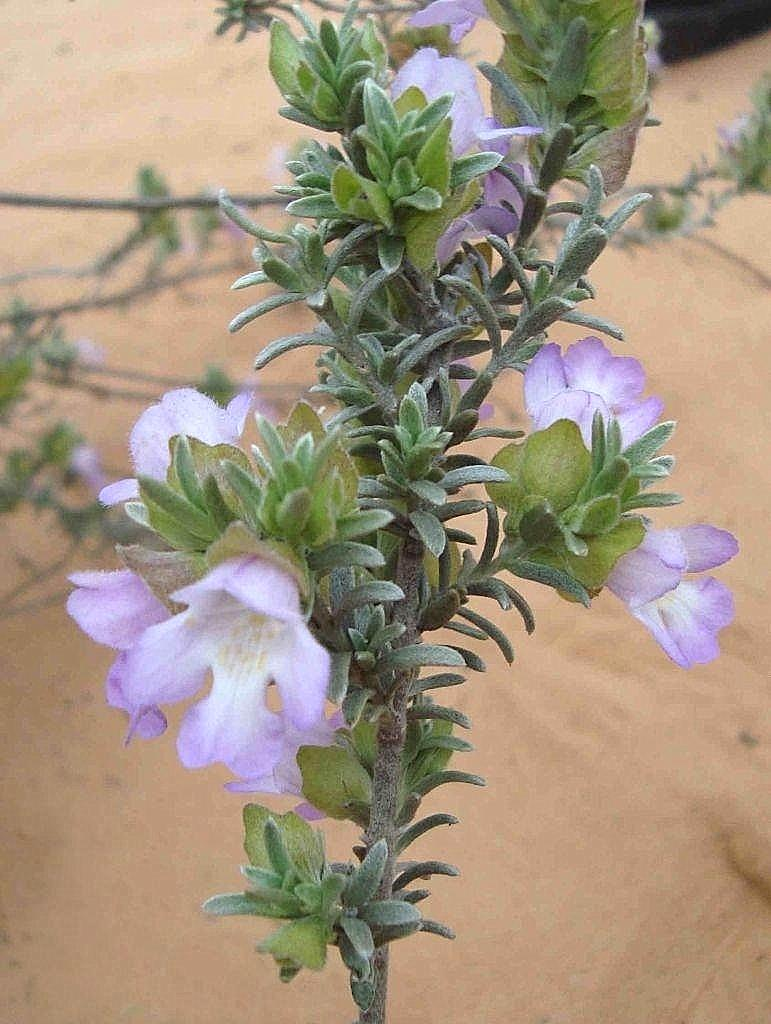
Prostanthera ammophila
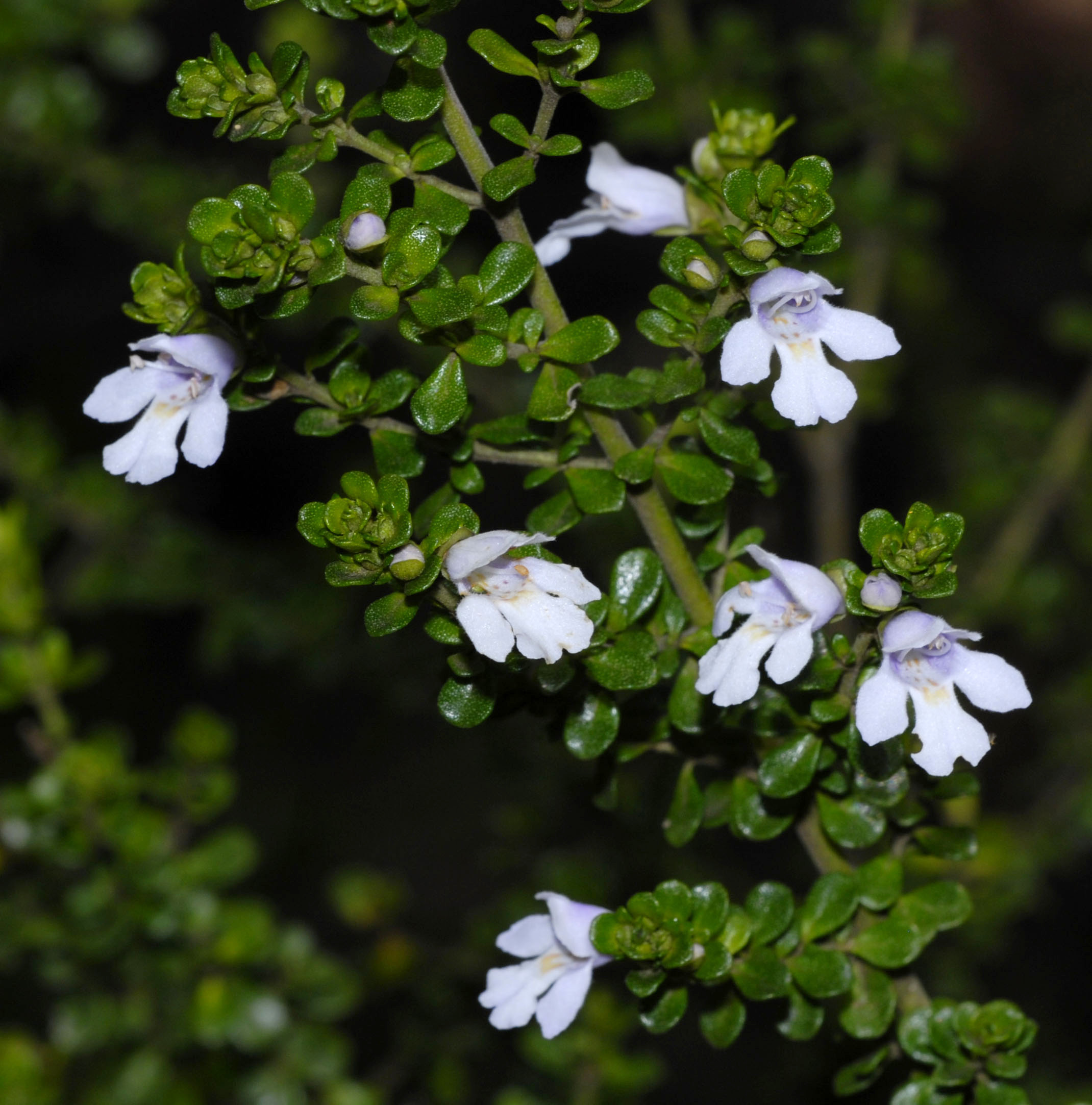
Prostanthera cuneata
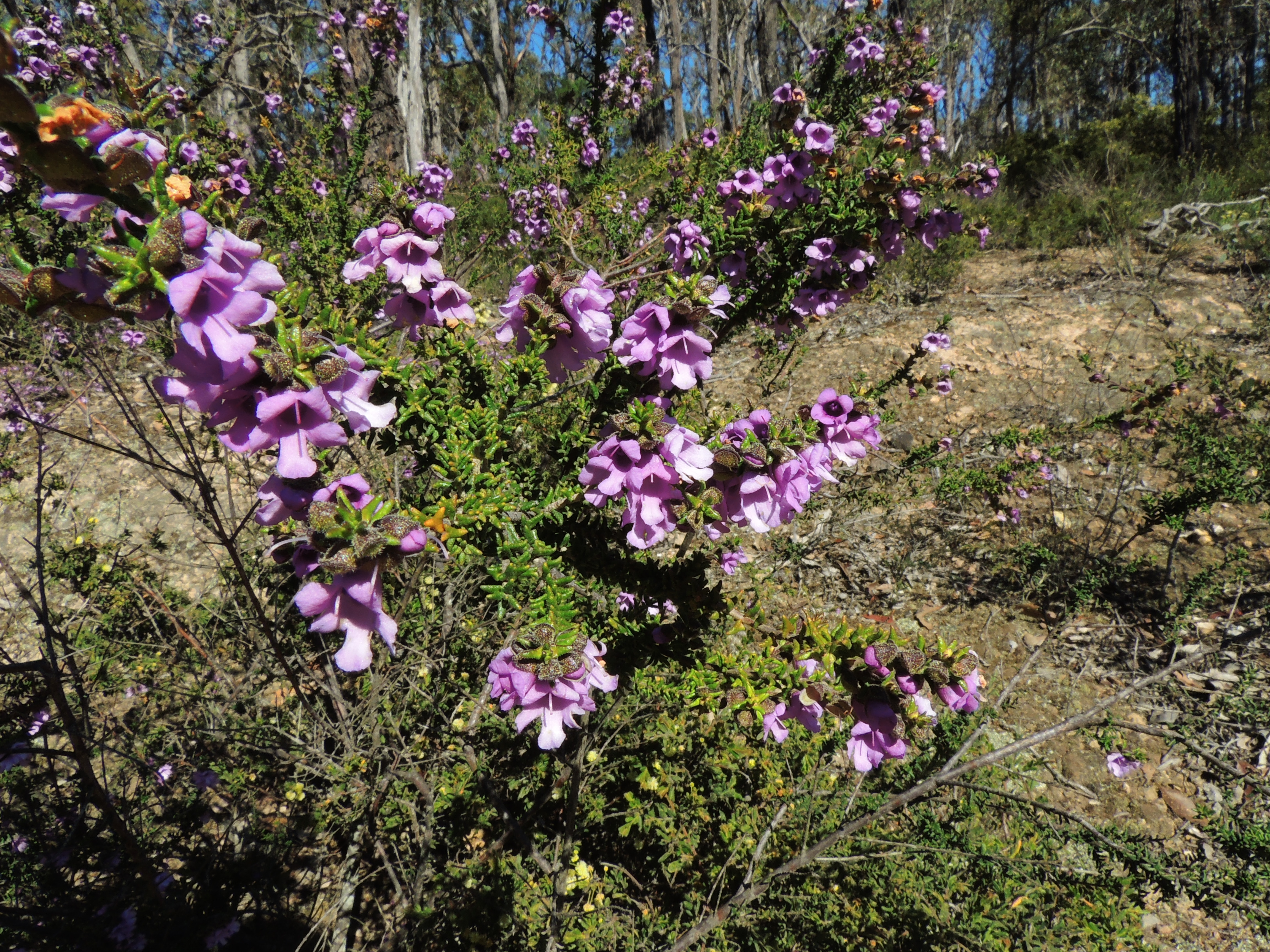
Prostanthera decussata v přirozeném prostředí světlého lesa
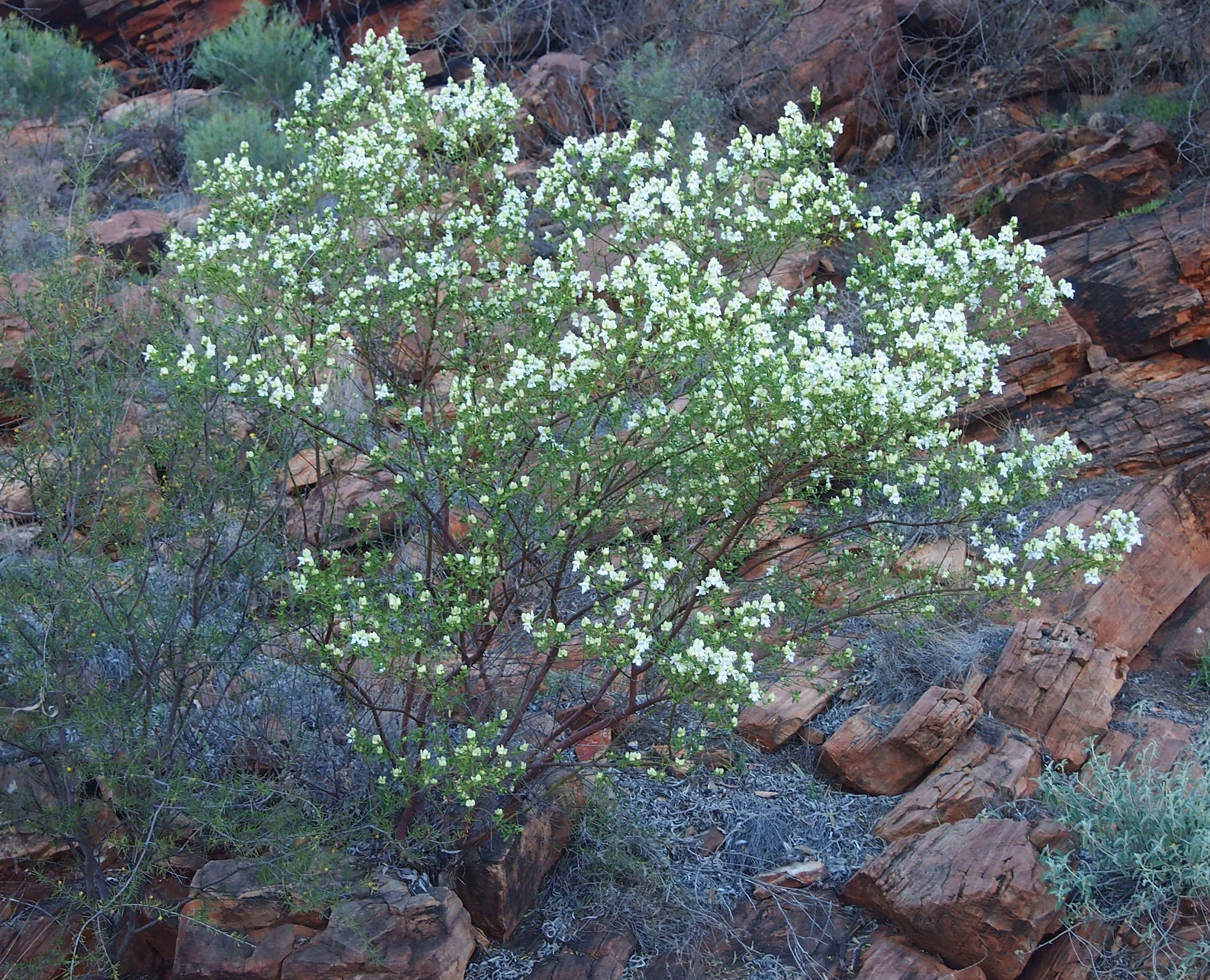
Prostanthera striatiflora – celkový habitus
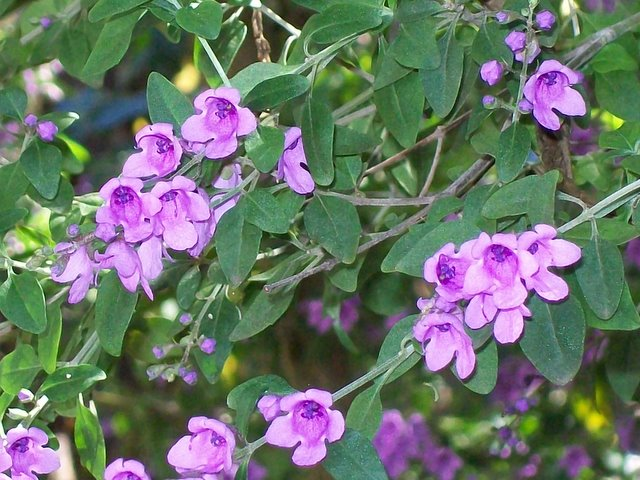
Prostanthera ovalifolia